# Transformers: Convoy no nazo
Transformers: Convoy no nazo (戦え! 超ロボット生命体トランスフォーマー コンボイの謎(ナゾ)?, Toransufōmā: Konboi no nazo) è un videogioco del 1986 pubblicato per NES, sviluppato dalla ISCO e pubblicato dalla Takara esclusivamente in Giappone. Il videogioco è ispirato alla popolare linea di giocattoli Transformers. Il videogioco è stato reso disponibile anche per Virtual Console il 10 giugno 2008.
Il gioco ha per protagonista l'autobot Ultra Magnus. Sulla scatola e sulla cartuccia del gioco, il titolo scritto è Mystery of Comvoy. Si tratta di una errata interpretazione della parola Convoy, il nome giapponese di Optimus Prime. Il "mistero" del titolo è l'identità dell'assassino di Optimus Prime, dato che il film del 1986 non ebbe una distribuzione in Giappone nei successivi quattro anni. Conseguentemente, la morte di Optimus Prime non era stata adeguatamente spiegata al pubblico giapponese e questo gioco era destinato a sfruttare questa lacuna.
Il titolo è stato anche molto richiesto dai fan per essere presente in un episodio speciale della trasmissione televisiva giapponese GameCenter CX (conosciuta al di fuori del Giappone con il titolo Retro Game Master), proposta che fu realmente accettata dai realizzatori del programma.
Tele Tele TV Magazine organizzò un concorso nel dicembre 1986 per vincere un'edizione speciale del gioco in tiratura limitata in cinquanta copie. I partecipanti del concorso avrebbero dovuto scrivere in una cartolina il proprio nome, indirizzo e transformer preferito.